# Dziedzickia
Dziedzickia är ett släkte av tvåvingar som beskrevs av Oskar Augustus Johannsen 1909. Dziedzickia ingår i familjen svampmyggor.

## Dottertaxa tillDziedzickia, i alfabetisk ordning[1][2]
- Dziedzickia absyrta
- Dziedzickia armata
- Dziedzickia aspasia
- Dziedzickia basalis
- Dziedzickia beatricea
- Dziedzickia bilobata
- Dziedzickia caipora
- Dziedzickia clio
- Dziedzickia coheri
- Dziedzickia cryptura
- Dziedzickia diana
- Dziedzickia donskoffi
- Dziedzickia dubitans
- Dziedzickia edwardsiana
- Dziedzickia endymion
- Dziedzickia fasciata
- Dziedzickia fiebrigi
- Dziedzickia flavonigra
- Dziedzickia freemani
- Dziedzickia funerea
- Dziedzickia fuscipennis
- Dziedzickia galindoi
- Dziedzickia gloriosa
- Dziedzickia hypsipile
- Dziedzickia iara
- Dziedzickia intermedia
- Dziedzickia ionica
- Dziedzickia janus
- Dziedzickia jurupari
- Dziedzickia liriope
- Dziedzickia longicornis
- Dziedzickia macrura
- Dziedzickia marginata
- Dziedzickia medea
- Dziedzickia metallica
- Dziedzickia microstyla
- Dziedzickia nigra
- Dziedzickia nitida
- Dziedzickia oiampensis
- Dziedzickia patagonica
- Dziedzickia peckorum
- Dziedzickia penai
- Dziedzickia pentastylobia
- Dziedzickia polyzona
- Dziedzickia pseudoarmata
- Dziedzickia pubericornis
- Dziedzickia saci
- Dziedzickia separata
- Dziedzickia stangei
- Dziedzickia stuckenbergorum
- Dziedzickia variabilis
- Dziedzickia vittata
- Dziedzickia vockerothi